# Мельпіньяно
Мельпіньяно (італ. Melpignano, сиц. Melpignanu) — муніципалітет в Італії, у регіоні Апулія,  провінція Лечче.
Мельпіньяно розташоване на відстані близько 530 км на схід від Рима, 165 км на південний схід від Барі, 26 км на південний схід від Лечче.
Населення — 2237 осіб (2014).

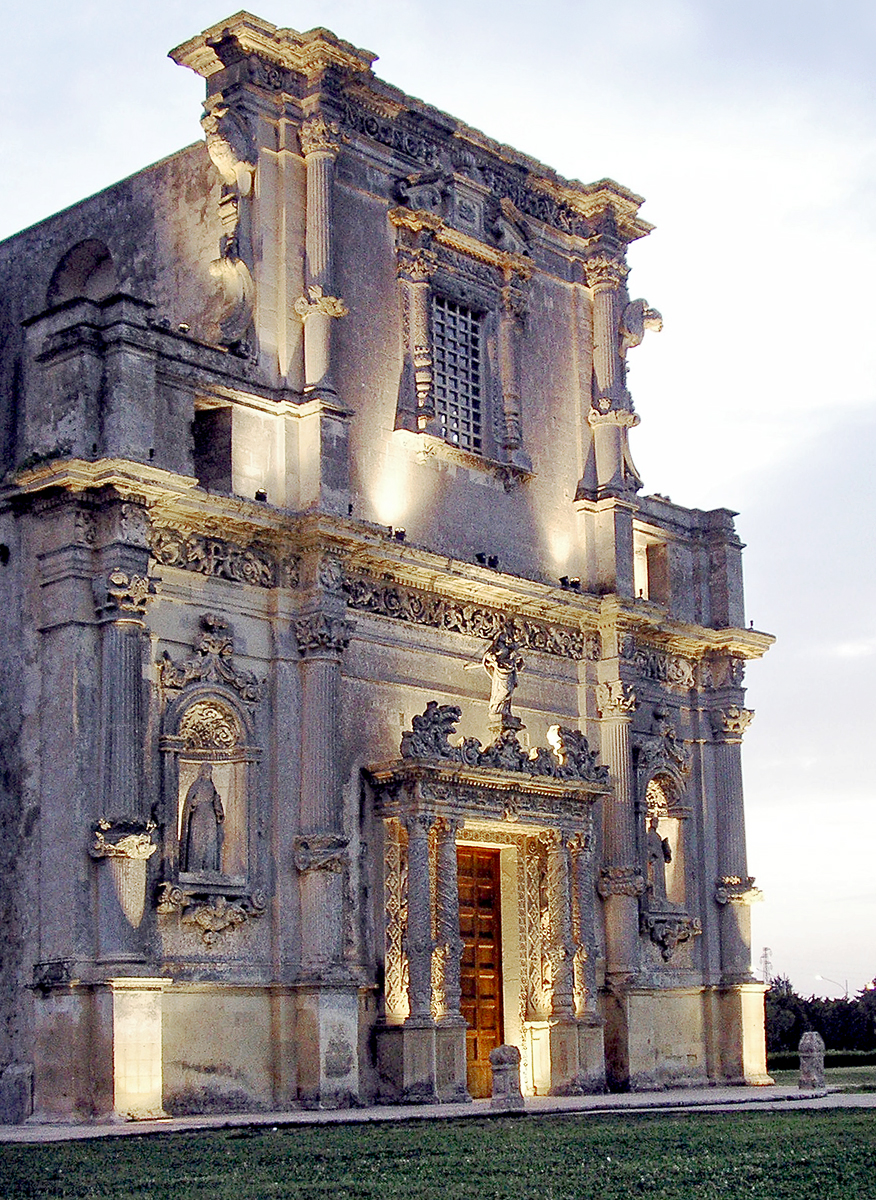

Щорічний фестиваль відбувається 23 квітня. Покровитель — святий Юрій.

## Демографія
Населення за роками:

Станом на 1 січня 2023 року в муніципалітеті офіційно проживав 51 іноземець з 18 країн, серед них 13 громадян країн Євросоюзу та 6 громадян України.

## Сусідні муніципалітети
- Кастриньяно-де'-Гречі
- Корильяно-д'Отранто
- Курсі
- Кутрофьяно
- Мальє